# 西山乡 (芒市)
西山乡是云南省德宏傣族景颇族自治州芒市下辖的一个乡，位于芒市西北部，是芒市的景颇族聚居区，中国景颇族聚居人口最多和比例最高的乡镇。

## 历史
1956年，裁减遮放区区域，设置西山生产文化站。1958年实行人民公社化运动，改置西山公社，1959年取消公社，恢复西山生产文化站。1969年再次实行人民公社化运动，西山生产文化站改称向阳公社，1971年恢复原名。1984年，恢复区乡建制，生产文化站统一称区，改称西山区；1987年12月，西山区改为西山乡:25-31。

## 地理
西山乡总面积257平方千米，距离芒市64千米；2020年有人口9,470人，景颇族占92.8%（2019年）:131。西山乡位于遮放坝的西北部，地势东北高、西南低。境内最高峰弄丙村的孟彪崩山，海拔1,741米；最低点芒良村的营盘，海拔830米。境内河流属瑞丽江流域，瑞丽江干流西山乡西北，是芒市与陇川县的边界线。:2567。

## 行政区划
西山乡下辖以下地区：
弄丙村、邦角村、芒东村、毛讲村、崩强村和营盘村。

## 经济
2016年，西山乡有耕地面积61,800亩，农业总产值15,155万元，主要作物有水稻、玉米、甘蔗、西南桦、竹子、茶叶、核桃、澳洲坚果、咖啡、油茶等，种植橘子、李子等温带亚热带水果。无规模以上工业企业，2011年全年社会商品销售额365万元，财政收入378.5万元。:2568

## 基础设施
西山乡有4所小学和1所初中，乡内建有文化站2个、卫生院1所。乡内有县乡级公路4条，总长52.61千米，乡村公路通达率100%。:2568